# 天馬座幻想

聖鬥士星矢

《天馬座幻想》（日語：ペガサス幻想）是日本動畫《聖鬥士星矢》的主題曲，為搖滾風格。由龍真知子填詞，松澤浩明，山田信夫譜曲。MAKE-UP演唱，收錄在單曲專輯《ペガサス幻想 / 永遠ブルー》中，專輯於1986年10月21日發售，并被多次翻唱。